# Phyto carinata
Phyto carinata är en tvåvingeart som beskrevs av Thomas Pape 1987. Phyto carinata ingår i släktet Phyto och familjen gråsuggeflugor. Inga underarter finns listade i Catalogue of Life.